# Sinophorus poropleuron
Sinophorus poropleuron är en stekelart som beskrevs av Sanborne 1984. Sinophorus poropleuron ingår i släktet Sinophorus och familjen brokparasitsteklar. Inga underarter finns listade i Catalogue of Life.